# Matthew Yates
Matthew Yates (* 4. února 1969) je bývalý britský atlet, běžec na střední tratě, halový mistr Evropy v běhu na 1500 metrů z roku 1992.

## Sportovní kariéra
Na světovém šampionátu v Tokiu v roce 1991 doběhl v finále běhu na 1500 metrů desátý. V následující sezóně se stal halovým mistrem Evropy v této disciplíně.